# Eriocaulon margaretae
Eriocaulon margaretae är en gräsväxtart som beskrevs av Philip Furley Fyson. Eriocaulon margaretae ingår i släktet Eriocaulon och familjen Eriocaulaceae. IUCN kategoriserar arten globalt som livskraftig. Inga underarter finns listade i Catalogue of Life.